# Konwencjonalny charakter języka
Konwencjonalny charakter języka, niemotywowany charakter języka, arbitralny charakter języka – cecha języka polegająca na tym, że jest on systemem znaków opartym na umowie (konwencji) społecznej, umożliwiającym wyrażanie treści za pomocą potencjalnie dowolnych (choć zakorzenionych w systemie języka) środków językowych. Nie ma bezpośredniego związku naturalnego (opartego na podobieństwie czy też ikoniczności) między znakiem językowym jako formą oznaczającą (dźwiękową, signifiant) a treścią oznaczaną (znaczeniem, signifié). Świadectwem tego jest fakt, że różne języki (i ich odmiany) używają odmiennych określeń i struktur do przekazania tej samej treści, np.: pol. książka – fr. livre – niem. Buch – słow. dom – ang. house – fr. maison.
Pewnymi wyjątkami od powyższej arbitralności są onomatopeje (np. kukułka), które wykazują związek imitacyjny względem pojęć oznaczanych, oraz wykrzykniki (np. oj, ach), powiązane z ruchami ekspresywnymi człowieka. Jednakże również te jednostki są ostatecznie konwencjonalizowane i przybierają różne formy w różnych językach świata.
Konwencjonalność języka przejawia się również w tym, że jest on tworem przekazywanym za pośrednictwem tradycji społecznej, podobnie jak zwyczaje, wierzenia itp. Znaki językowe, pomimo swojego arbitralnego charakteru, nie poddają się łatwo zmianom. Każdy znak wykazuje bowiem względną trwałość (w krótkim odcinku czasu); zmiany są możliwe (mowa o produktywności bądź otwartości systemu), ale wymagają dłuższego okresu historycznego. Znak nie może być spontanicznym (nieutrwalonym) wytworem jednostki (musi być przyjęty w danej społeczności lub w pewnej dziedzinie wiedzy); ponadto jego postać powinna odpowiadać systemowi dźwiękowemu danego języka.
Część językoznawców tezą o arbitralności uzasadnia odejście od preskryptywizmu i preskryptywnych koncepcji poprawności językowej, a także odrzucenie koncepcji istnienia języków, dialektów i form językowych wyższych lub niższych z perspektywy czysto lingwistycznej (w oderwaniu od czynników społecznych). Nieuwzględnianie arbitralnego charakteru języka odróżnia popularne postawy językowe, nastawione na wartościowanie różnych środków językowych (pod względem walorów logiczno-estetycznych), od naukowych poglądów językoznawczych.
Termin „arbitralny” został wprowadzony przez Ferdinanda de Saussure’a, szwajcarskiego językoznawcę, który opracował teorię języka rozumianego jako system znaków.